# Dinictis
Genre
Dinictis est un genre fossile de carnivores de la famille des Nimravidae, ayant vécu en Amérique du Nord de la fin de l'Éocène jusqu'au début du Miocène. C'était un prédateur à dents de sabre qui mesurait environ 1,1 m de long pour un poids de 15 à 20 kg.

## Historique
Le genre Dinictis a été créé par Joseph Leidy en 1854. Son espèce type est Dinictis felina. Il a été attribué à la famille des Nimravidae par Leidy, et à la sous-famille des Nimravinae par Flynn et Galiano (1982), Bryant (1991) et Martin (1998),.

## Description

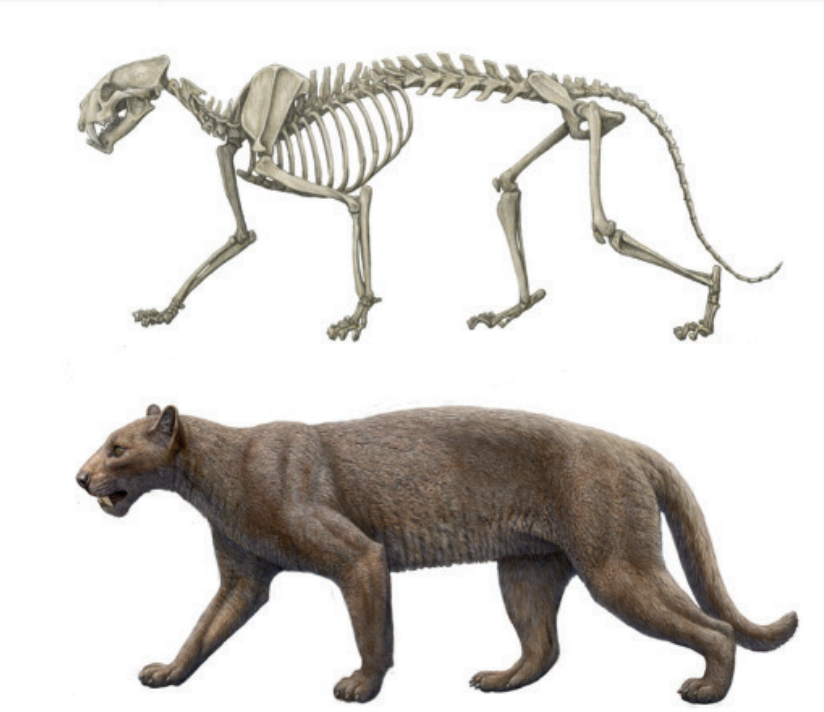
Vue d'artiste de Dinictis par Mauricio Antón

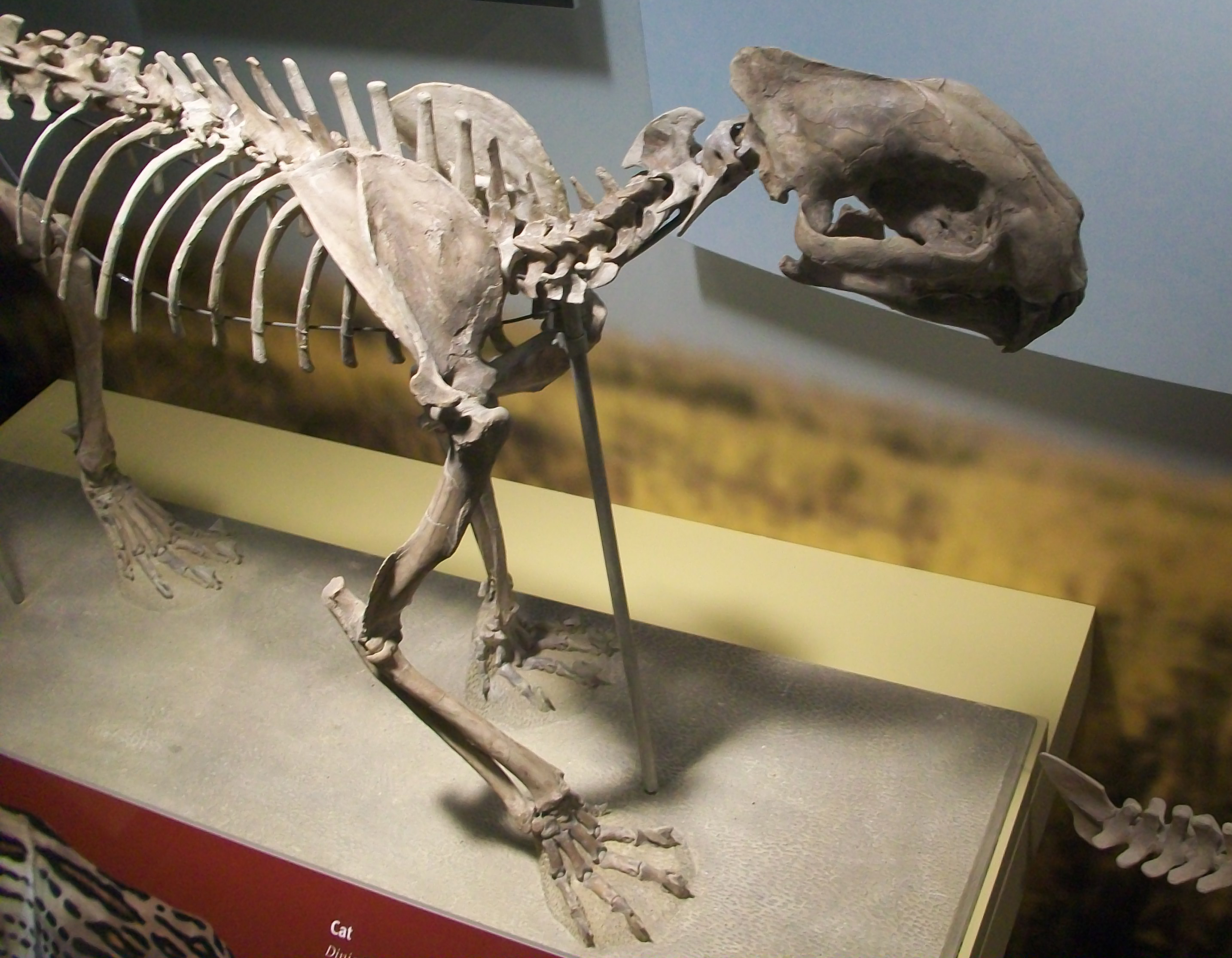
Squelette de Dinictis felina au Musée Field de Chicago

Dinictis, qui mesure environ 1,1 mètre de long, a de courtes pattes d'environ 60 cm, des griffes partiellement rétractables, une puissante denture et une longue queue. Il était très semblable à son parent Hoplophoneus. La forme de son crâne est plus proche de celle d'un Felidae actuel que de celle du crâne extrêmement court des Machairodontinae. C'était un prédateur à dents de sabre. Ses canines supérieures étaient moins longues que celles des plus récents machairodontes mais ressortaient néanmoins nettement de la mâchoire. Sa mandibule prenait la forme d'un lobe entre les canines.
Dinictis était plantigrade, à la différence des Felidae modernes. Il ressemblait à un petit léopard et son mode de vie était probablement semblable à celui-ci. Il n'était probablement pas très spécialisé en matière d'alimentation, à l'inverse de ses descendants, dans la mesure où la réduction de la taille des dents en était encore aux premiers stades.

## Aire géographique
Dinictis vivait dans les plaines d'Amérique du Nord. On a trouvé ses fossiles au Saskatchewan (Canada) ainsi qu'au Colorado, au Montana, au Nebraska, au Dakota du Sud, au Dakota du Nord, au Wyoming et dans l'Oregon (États-Unis).

## Chronologie
Dinictis a vécu de l'Éocène supérieur au Miocène inférieur, d'environ 37,2 à 20,4 Ma.

## Classification
Dinictis appartient à la famille des Nimravidae, et à la sous-famille des Nimravinae.

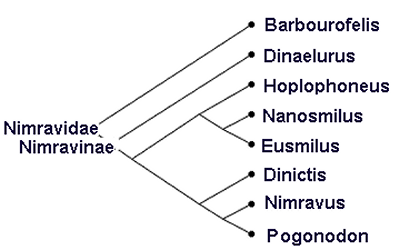
Cladogramme des Nimravidae

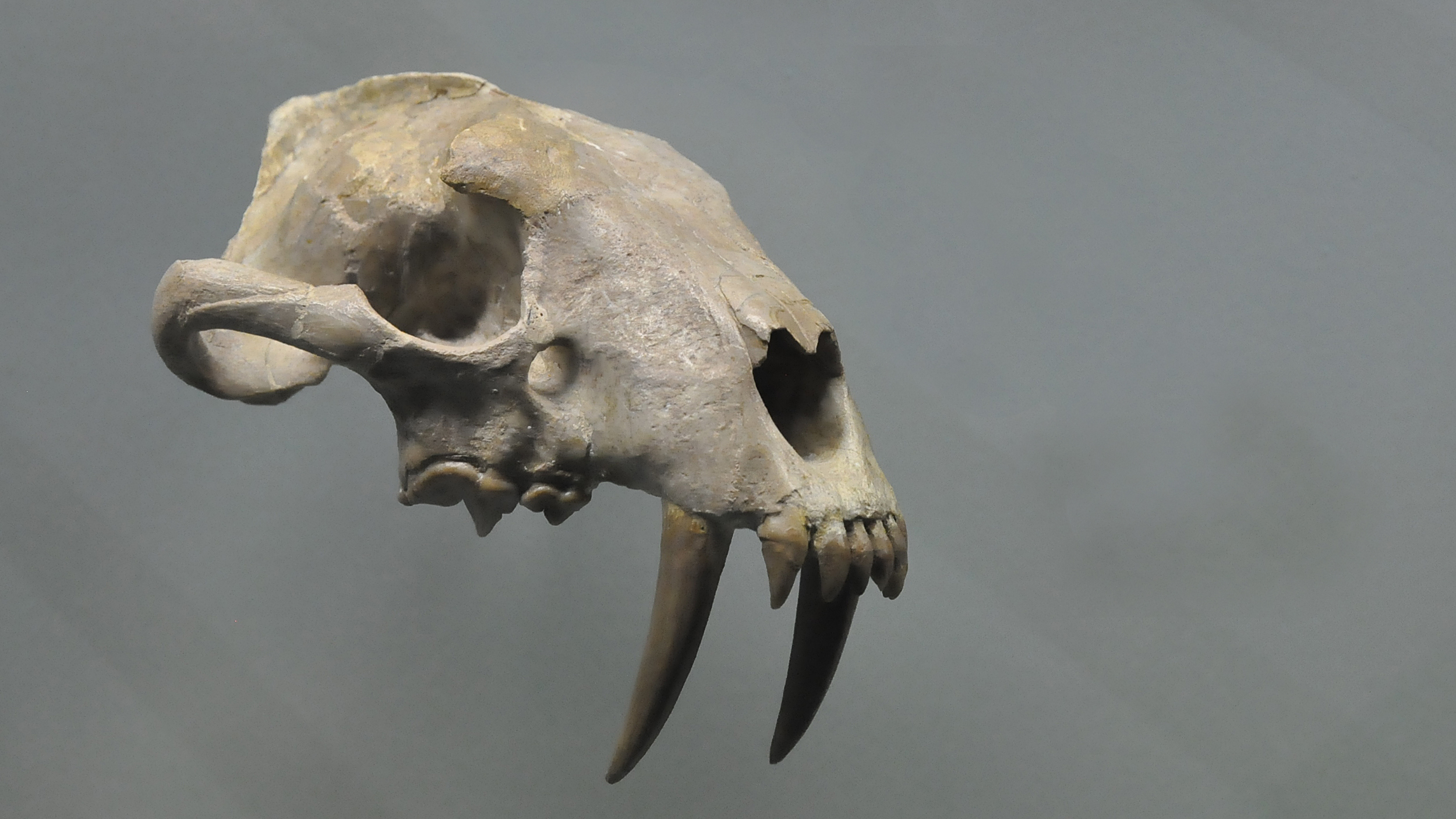
Crâne de Dinictis squalidens au Muséum de Denver

## Liste des espèces
- † Dinictis cyclops
- † Dinictis felina
- † Dinictis priseus
- † Dinictis squalidens